# Asellopsis littoralis
Asellopsis littoralis är en kräftdjursart som beskrevs av Nicholls 1939. Asellopsis littoralis ingår i släktet Asellopsis och familjen Laophontidae. Inga underarter finns listade i Catalogue of Life.